# Паринимитра-вашавартин
Небеса Паринимитра-вашавартин (санскр. Parinirmita-vaśavartin; пали : Paranimmita-vasavatti), также Паранирмитавашаварти (санскр. Paranirmitavasavarttin — букв. «услаждающийся исполнением желаний других посредством творения»), — в буддийской космологии самое верхнее из шести местопребываний (дэвалок «сферы желаний» — камадхату) богов-дэвов, ниже находятся небеса Нирманарати. Правит на этих небесах Вашавартин (Vasavartin), что отражено в названии.
Место обитания Мары, поэтому также Небеса Мары.